# Marcus (Iowa)
Marcus – miasto w Stanach Zjednoczonych, w stanie Iowa, w hrabstwie Cherokee. W 2000 roku liczyło 1139 mieszkańców.